# Доминика Цибулкова
Доминика Цибулкова (слч. Dominika Cibulková; Пештани, 6. мај 1989) словачка је професионална тенисерка. Њена највиша позиција на ВТА листи је 4. место, до ког је дошла 20. марта 2017. године, а тренутно се налази на 31. месту. Највећи успеси су јој финале Отвореног првенства Аустралије 2014. и освојено ВТА првенство 2016. године. Заједно са Домиником Хрбатијем је донела Словачкој трофеј Хопман купа 2009. године.

## Каријера
Доминика Цибулкова почела је да игра тенис са осам година, а одрасла је у Братислави. Професионалним тенисом је почела да се бави 2005. године, а годину дана пре тога, 2004, одиграла је свој први турнир. То је био ИТФ турнир у Прагу.

### 2005-2006.
Цибулкова је играла ИТФ турнире, и освојила је два. То су били турнири у Амарантеу, Португал (2005), и турнир у Братислави 2006. године, када је награђена великим аплаузом од стране домаће публике.

### 2007.
Године 2007, Цибулкова је дебитовала на гренд слем турнирима, након што се квалификовала за Отворено првенство Француске. Након лаких победа у прва два кола, у трећем ју је поразила Светлана Кузњецова. Такође је достигла треће коло турнира у Амелија Ајланду, у ком је изгубила од земљакиње Данијеле Хантухове. На путу до трећег кола, поразила је Анабел Медину Гаригес. Такође је достигла четвртфинале Праг опена, у ком ју је поразила Викторија Азаренка.
Најбољи резултат у сезони остварила је на турниру у Гуангжоу, где је достигла полуфинале. Изгубила је од касније шампионке Виржини Разано 3-6, 6-1, 6-1.

### 2008.
Први турнир Цибулкове у сезони 2008. био је турниру Златне Обале, на ком је изгубила у четвртфиналу од Викторије Азаренке. Затим је играла на турниру у Сиднеју, на ком је изгубила већ у првом колу од Каје Канепи. На Отвореном првенству Аустралије изгубила је од Флавије Пенете у првом колу.
Играла је за Словачку у првом колу Фед купа против Чешке Републике у Брну, и словачка репрезентација је изгубила са 3-2. На турниру у Паризу, Цибулкова је изгубила у другом колу од домаће тенисерке Марион Бартоли. Исти резултат поновила је на турниру у Антверпену, изгубивши од Ли На.
На турниру у Катару, Цибулкова је достигла своје прво четвртфинале турнира прве категорије, победивши у трећем колу Винус Вилијамс. Ипак, у четвртфиналу ју је поразила пољска тенисерка Агњешка Радвањска са 6-4, 6-7(1), 6-4. На турниру у Индијан Велсу је достигла треће коло, у ком је изгубила од Светлане Кузњецове. Треће коло достигла је и на турниру у Мајамију, у ком је поражена од стране Јелене Дементјеве (6-0, 6-7(1), 6-4).
У априлу, Цибулкова је одиграла своје прво ВТА финале. То је био турнир у Амелија Ајланду, Флорида, у чијем је финалу изгубила од Марије Шарапове, победнице Отвореног првенства Аустралије. Играла је и на турниру у Берлину, где је изгубила од Аљоне Бондаренко у првом колу.
Цибулкова је била постављена за 30. носиоца на Вимблдону 2008, али је изгубила већ у првом колу од Ђе Џенг. У конкуренцији женских парова је играла са руском тенисерком Алисом Клејбановом, али су меч првог кола морале да предају Румункама Сорани Крстеи и Моники Никулеску.
У августу достиже своје друго финале у каријери, у коме такође губи. То је било финале турнира у Монтреалу, а у финалу ју је поразила Динара Сафина. Током турнира, победила је неке од врхунских играчица, као што су Јелена Дементјева, Нађа Петрова и Јелена Јанковић.
Цибулкова је учествовала на Олимпијском турниру 2008, а у трећем колу је претрпела пораз од Јелене Јанковић. Такође је играла на Отвореном првенству Сједињених држава, на ком је изгубила у трећем колу од Агњешке Радвањске.
Након што је достигла 2. коло турнира у Токију и четвртфинале у Пекингу, на турниру у Штутгарту губи већ у првом колу од Марион Бартоли. Играла је и четвртфинале Купа Кремља, у коме ју је поразила Вера Звонарјова. Након тога је отказала учешће на турниру у Цириху због инфекције ува, али се опоравила до турнира у Линцу, на ком је поражена у другом колу.

### 2009.
Ово је година у којој Доминика игра своје прво грен слем полуфинале. У Паризу је на путу до полуфинала победила Марију Шаропову, али је у полуфиналу од ње била боља Dinara Safina. Осим овог успеха 2009. године није постизала значајније резултате.

### 2011.
Ове године је остварила два значајна успеха. У јулу је играла четвртфинале у Лондону на Вимблдону а у октобру на турниру у Москви је освојила своју прву титулу у каријери. Играла је још једно финале. У Аустријском граду Линцу је изгубила од Петре Квитове

### 2012.
У априлу игра финале турнира у Мадриду где губи од Италијанке Саре Ерани. У јулу осваја другу титулу у каријери, пошто у америчком Карлсбаду победивши каснију освајачицу Вимблдона Марион Бартоли.

### 2013.
На почетку године остварује фантастичан резултат, пошто се пласирала у финале Сиднеја. Међутим у финалу губи од Пољакиње Радванске са 0:6 и 0:6 у сетовима. Касније управо победом над Радванском у финалу осваја турнир у Стенфорду.

### 2014.
Годину започиње одличним резултатом. На првом Грен Слему у Аустралији се пласирала у финале. У финалу је боља од ње била кинеска тенисерка На Ли.

## Приватни живот
Доминика Цибулкова почела је да игра тенис са осам година. Рођена је у Пиешћанима, а одрасла је у Братислави. Имена њених родитеља су Милан и Катарина.
Као своју омиљену тенисерку истакла је Ким Клајстерс, а као омиљену подлогу шљаку, иако је своје најбоље резултате постигла на теренима тврде подлоге. Течно говори словачки и енглески језик. Воли да посећује Париз, Њујорк Сити и Братиславу, а сматра девет својим срећним бројем.

## Пласман на ВТА листи на крају сезоне
| Година  | 2005 | 2006 | 2007 | 2008 | 2009 | 2010 | 2011 | 2012 | 2013 | 2014 | 2015 | 2016 | 2017 |
| Пласман | 555  | 156  | 52   | 19   | 30   | 31   | 18   | 15   | 23   | 11   | 38   | 5    | 26   |

## Финала

### Гренд слем финала појединачно (0–1)
| Исход | Година | Турнир                        | Подлога | Противница | Резултат    |
| Пораз | 2014   | Отворено првенство Аустралије | Тврда   | Ли На      | 6–7(3), 0–6 |

#### Порази (2)
| Легенда           |
| Гренд слем (0)    |
| ВТА првенство (0) |
| Тијер I (1)       |
| Тијер II (1)      |
| Тијер III (0)     |
| Тијер IV и V (0)  |

| Бр. | Датум           | Турнир                    | Место одржавања     | Подлога | Противница у финалу | Резултат    |
| 1.  | 13. април 2008. | Турнир Амелија Ајланд     | Амелија Ајланд, САД | Шљака   | Марија Шарапова     | 7–6(7), 6–3 |
| 2.  | 3. април 2008.  | Отворено првенство Канаде | Монтреал, Канада    | Тврда   | Динара Сафина       | 6–2, 6–1    |

## Учешће наГренд слемтурнирима

### Појединачно
| Година | Отворено првенство Аустралије | Отворено првенство Аустралије | Отворено првенство Француске | Отворено првенство Француске | Вимблдон | Вимблдон       | Отворено првенство Сједињених Држава | Отворено првенство Сједињених Држава |
| ------ | ----------------------------- | ----------------------------- | ---------------------------- | ---------------------------- | -------- | -------------- | ------------------------------------ | ------------------------------------ |
| 2007   | -                             | -                             | 3. коло                      | Светлана Кузњецова           | -        | -              | 2. коло                              | Викторија Азаренка                   |
| 2008   | 1 коло                        | Флавија Пенета                | 3. коло                      | Јелена Јанковић              | 1. коло  | Ђе Џенг        | 3. коло                              | Агњешка Радвањска                    |
| 2009   | 4. коло                       | Јелена Дементјева             | полуфинале                   | Динара Сафина                | 3. коло  | Јелена Веснина | -                                    | -                                    |

### Женски парови
| Година | Отворено првенство Аустралије | Отворено првенство Аустралије | Отворено првенство Француске | Отворено првенство Француске | Вимблдон           | Вимблдон         | Отворено првенство Сједињених Држава | Отворено првенство Сједињених Држава |
| 2007   | -                             | -                             | -                            | -                            | -                  | -                | 1. коло Пен                          | Бенешова Воскобојева                 |
| 2008   | -                             | -                             | 1. коло Хардинова            | А. Бондаренко К. Бондаренко  | 1. коло Клејбанова | Крстеа Никулеску | ЧФ Разано                            | Среботник Сугијама                   |